# 디 에디
《디 에디》(영어: The Eddy)는 넷플릭스에서 2020년 5월 8일에 공개된 미국의 뮤지컬 드라마이다. 영화 감독 데이미언 셔젤이 연출을, 잭 손이 기획 및 각본을 맡았다.

## 출연진
- 안드레이 홀랜드
- 요안나 쿨리크
- 레일라 베크티
- 타하르 라힘
- 어맨들라 스텐버그
- 뱅자맹 비올레
- 멀리사 조지
- 다퍼 라비딘
- 알렉시 마낭티
- 체키 카리오